# Fähre Arneburg

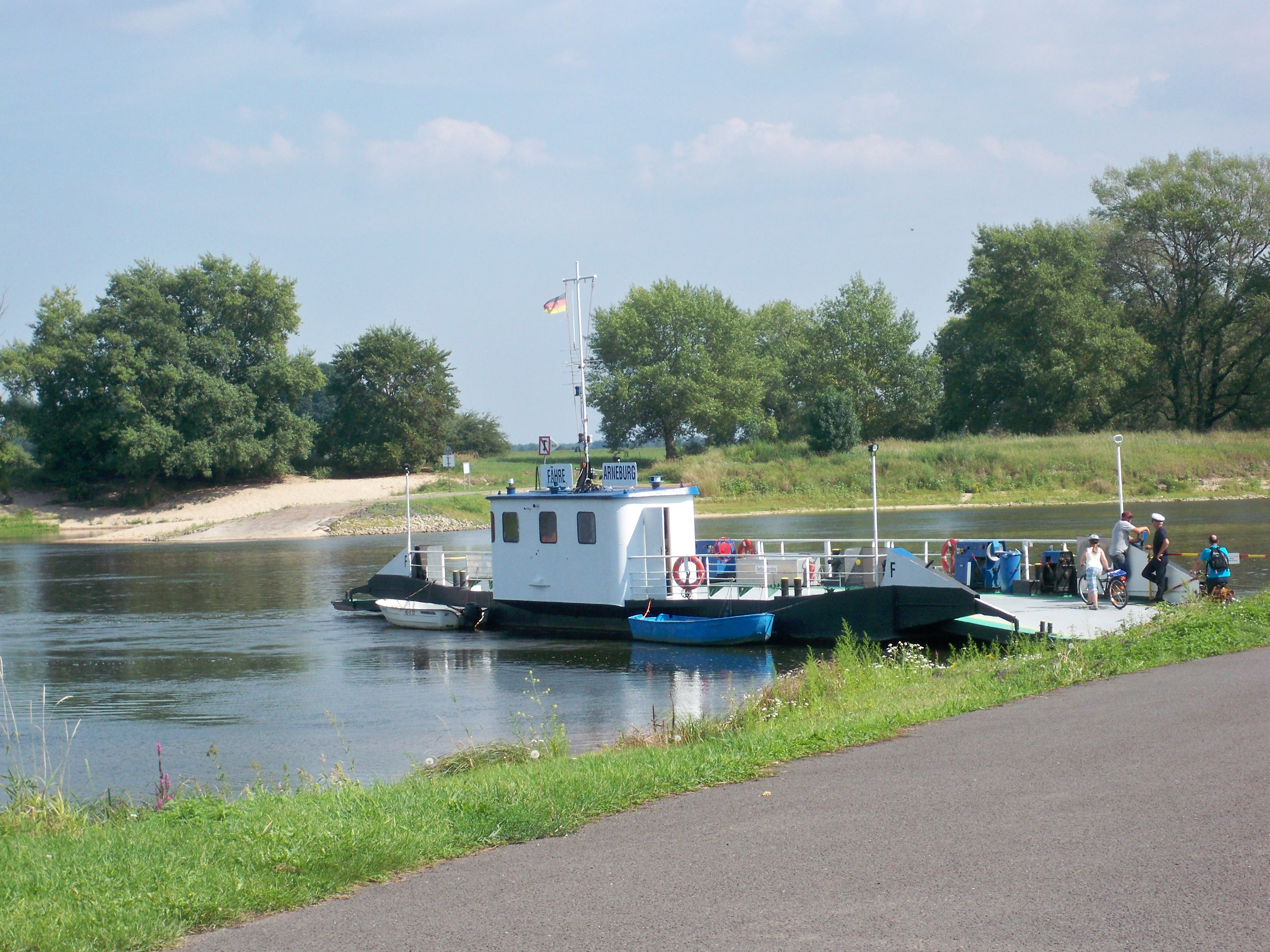
Fähre Arneburg am Westufer

Die Fähre Arneburg ist eine Gierseilfähre über die Elbe in Sachsen-Anhalt. Sie verbindet die westelbische Stadt Arneburg mit dem gegenüberliegenden Elbufer bei Neuermark-Lübars. 

## Ausstattung und Funktionsweise
Die Arneburger Fährstelle befindet sich rund einen Kilometer südlich des Arneburger Zentrums. Auf der Ostseite sind es noch etwa zwei Kilometer, bis Neuermark-Lübars erreicht wird. 
Die Fähre Arneburg ist eine Längsseil-Gierfähre mit einer maximalen Einzellast von 15 Tonnen. Im Winterhalbjahr und bei Hochwasser ruht der Betrieb. 

## Geschichte

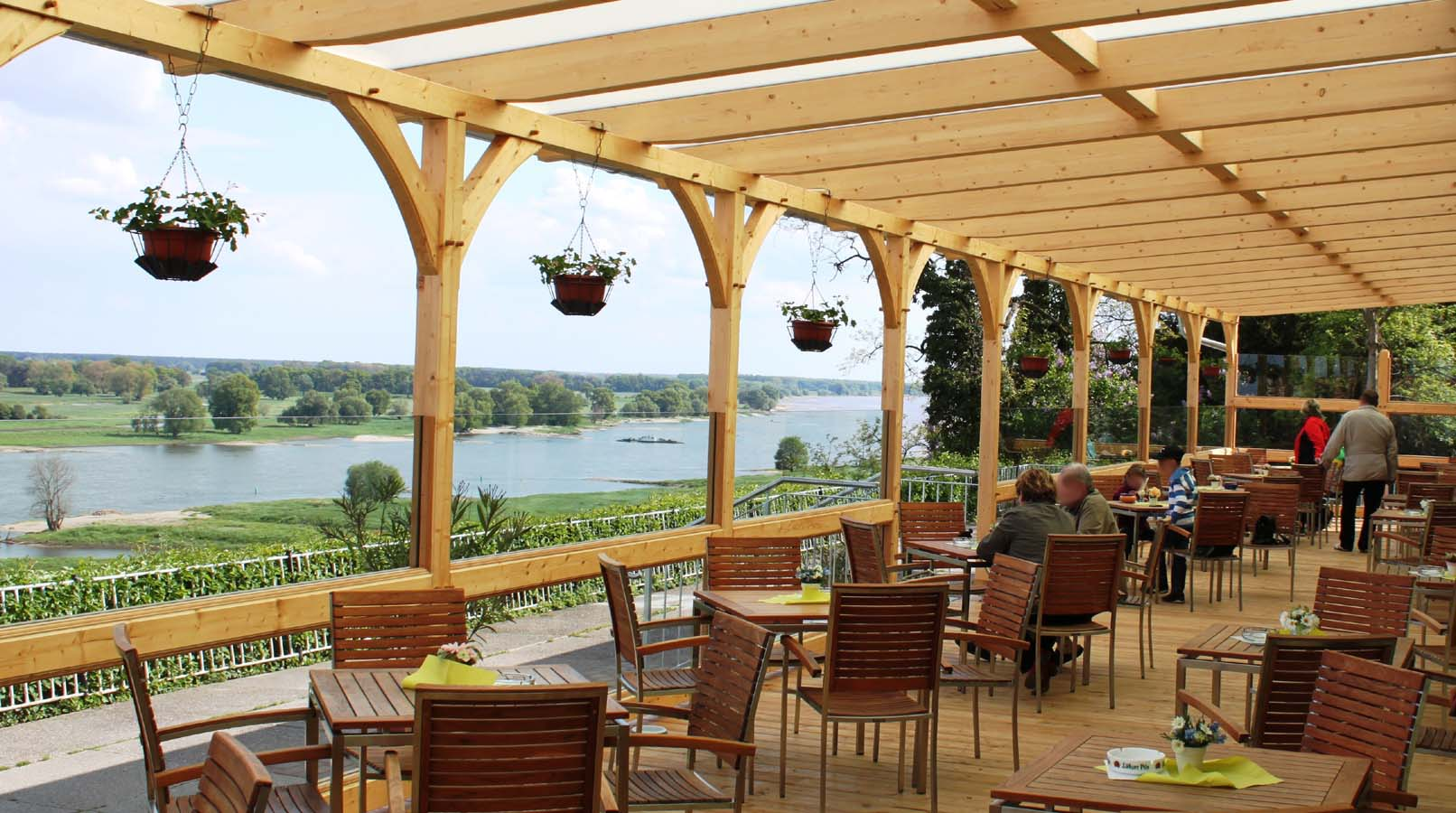
Fähre Arneburg in der Flussmitte, vom Burgberg aus gesehen

Um 1420 wurde erstmals eine Arneburger Fähre urkundlich erwähnt. Sie verkehrte von der Rosspforte zum rechten Elbufer. 1932 wurde eine neugebaute Fähre in Dienst gestellt. Sie war 19,18 m lang, 4,40 m breit und hatte einen Tiefgang von 0,46 m. Sie wurde 1975 durch die bis heute verkehrende Fähre Arneburg ersetzt.